# Símbolos no utilizados del Metro de Nueva York
Varios símbolos del Metro de la Ciudad de Nueva York nunca fueron usados, sin embargo algunos símbolos aun siguen siendo usados en los letreros digitales de algunos trenes. Los símbolos DD, FF y MM son cubiertos por los artículos D, F y M. Los otros están incluidos aquí.

## Números IRT

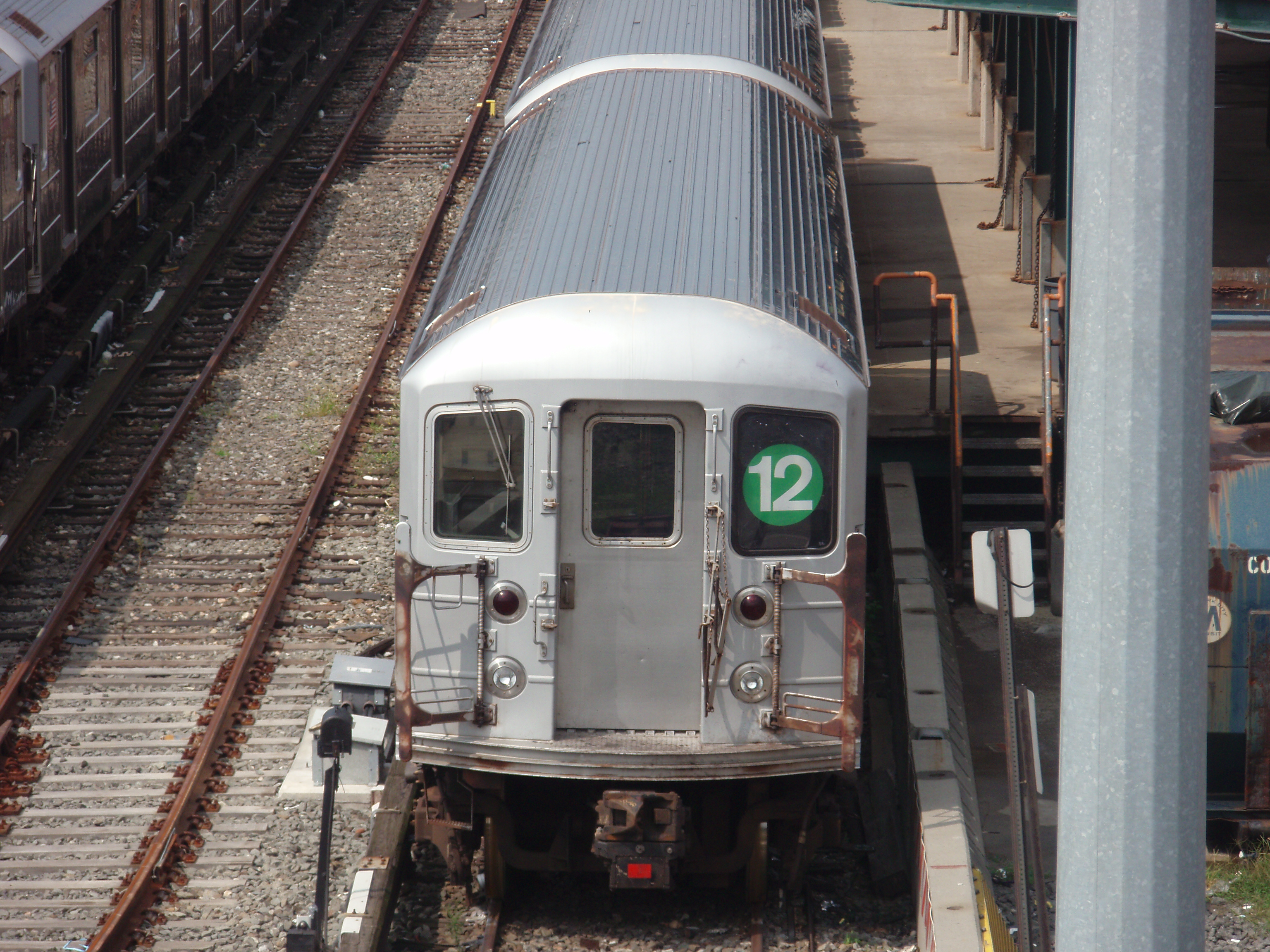
Un vagón R62A en Corona Yard mostrando el símbolo 12.

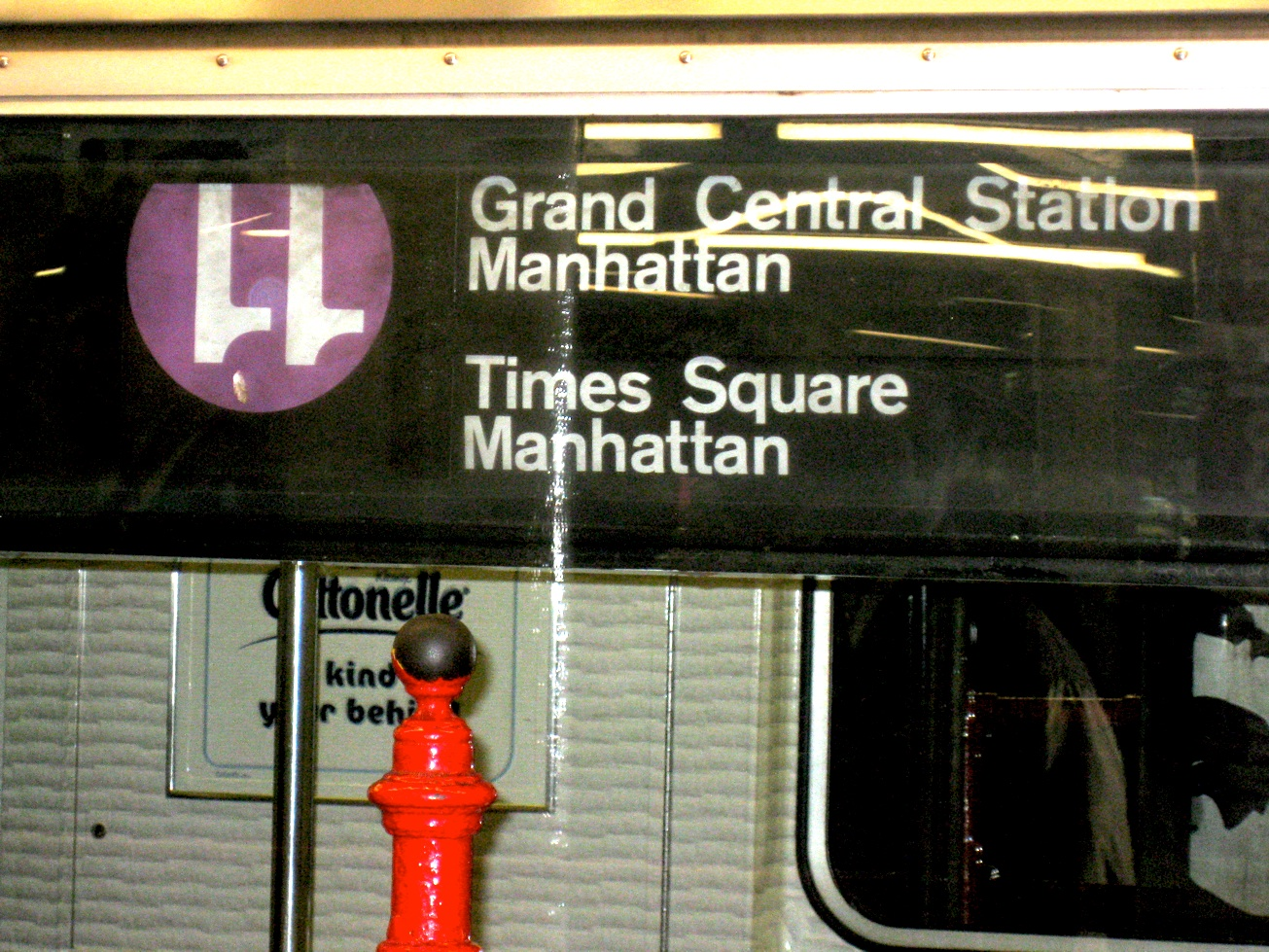
Un tren del servicio S shuttle en Times Square mostrando de cabeza el símbolo 11.

- El número 0 se usa como designación interna del 42nd Street Shuttle.
- El número 8 fue utilizado hasta el año 1973 por el servicio local de la Tercera Avenida Elevada, y era de color turquesa (como el planeado para la Línea de la Segunda Avenida).
- El número 9 fue usado por última vez para un servicio de hora pico en la Línea de la Séptima Avenida-Broadway entre 1989 y 2005. Anteriormente sirvió como designación para la Línea de la Avenida Dyre entre 1941 y 1966.

También suelen verse los siguientes números en vagones R62A
- Un 8, 10 y 12 verdes (el mismo color de los servicios de la Línea de la Avenida Lexington).
- Un 11 púrpura (el mismo de los servicios de la Línea Flushing).
- Un 13 rojo (el mismo color de los servicios de la Línea de la Séptima Avenida-Broadway).

Es probable que estos fueron asignados arbitrariamente, para usarse en caso de que se inaugure un nuevo servicio sobre las vías existentes. 

## Letras IND/BMT

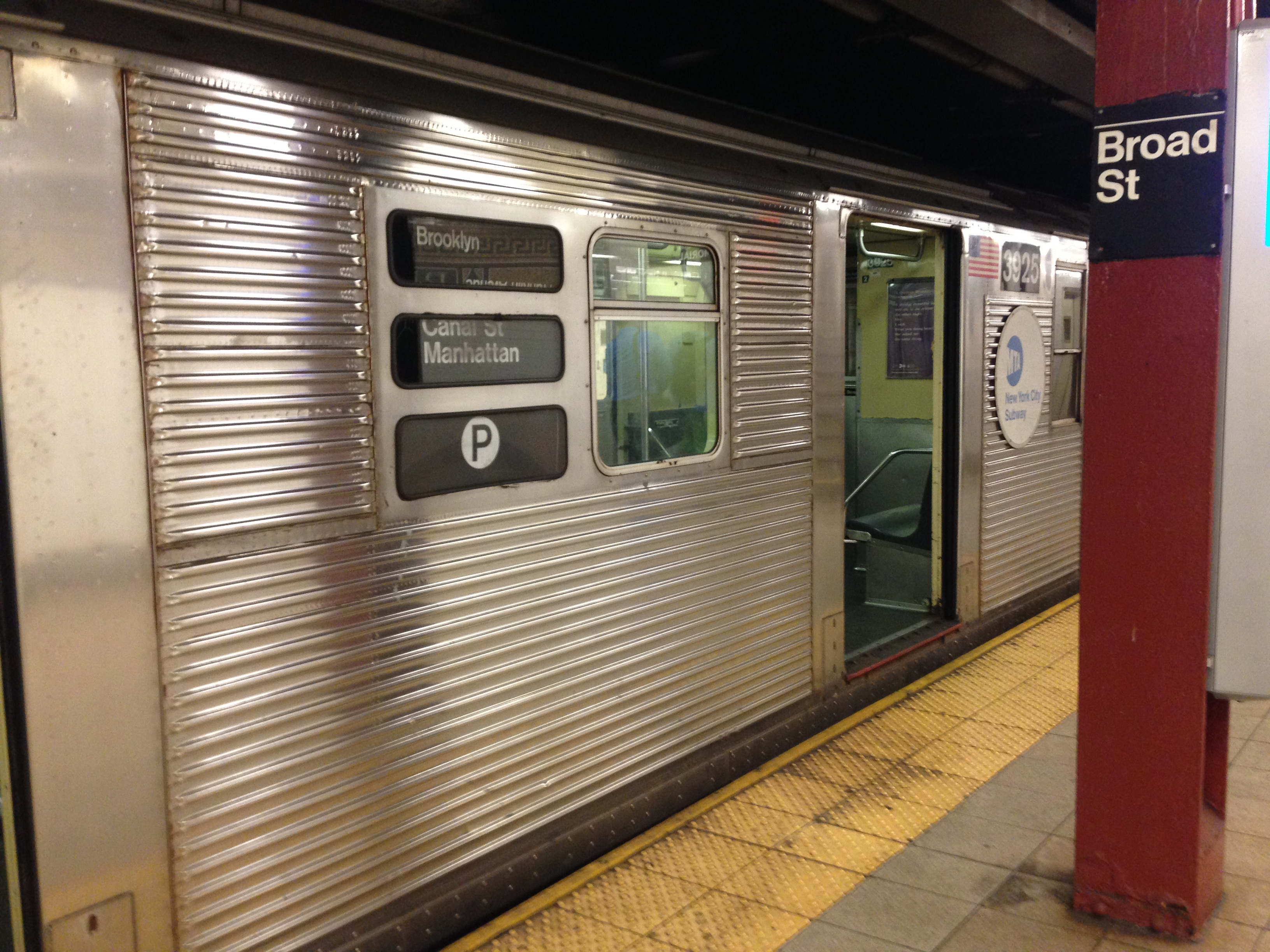
Un vagón R32 del servicio J erróneamente señalado como P.

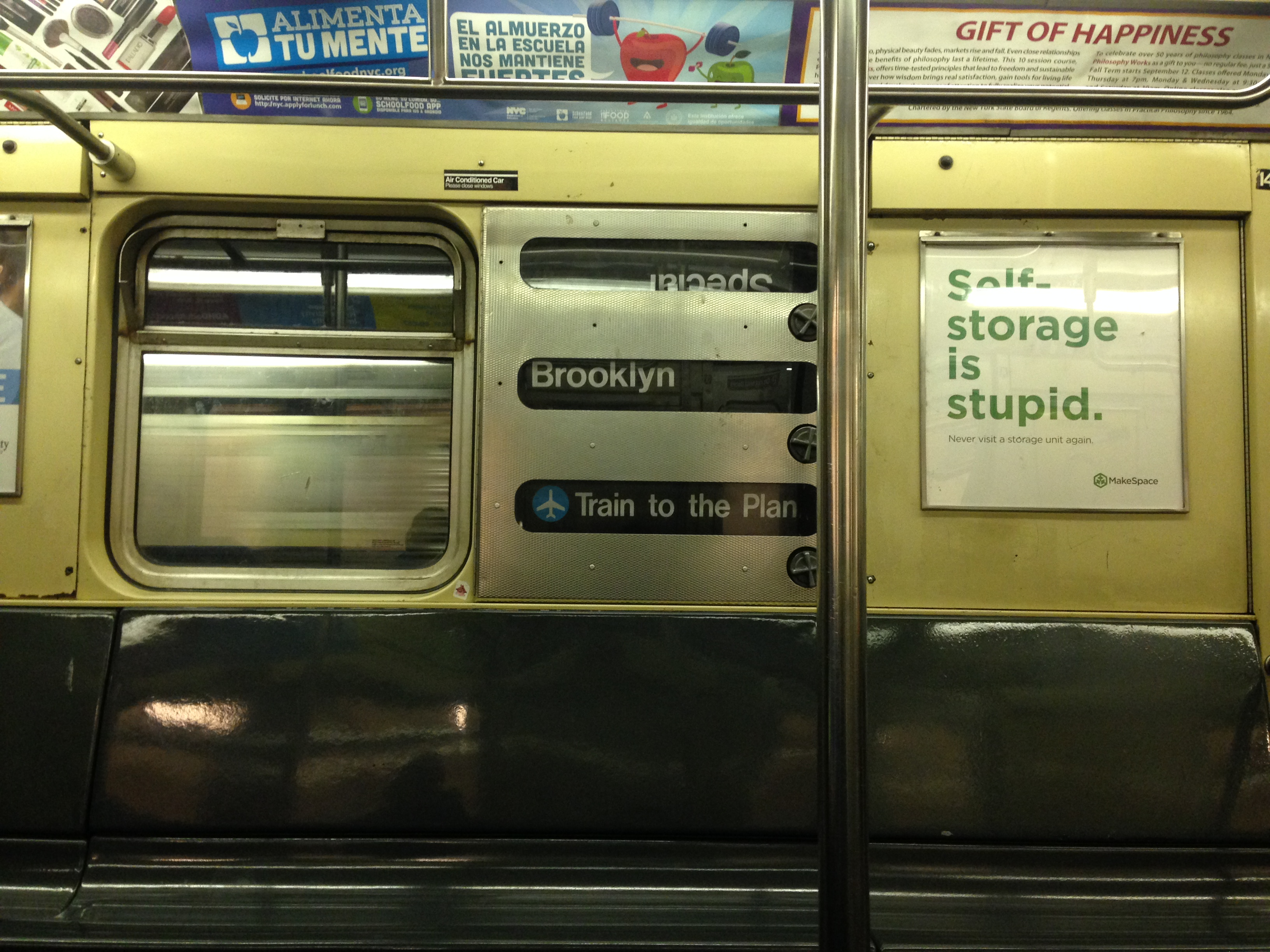
Señal de un vagón R32 mostrando el viejo logo del Expreso JFK

- La letra H se usó por última vez para señalizar un servicio de emergencia en Far Rockaway por el Huracán Sandy entre noviembre de 2012 y mayo de 2013. Anteriormente se usó para señalizar el Rockaway Park Shuttle hasta 1993, y desde entonces siguió usándose solo como designación interna de dicho servicio.

- Los símbolos I y O nunca se usaron debido a su similitud con los números 1 y 0 respectivamente.

- La K se usó por última vez para un servicio local en la Línea de la Octava Avenida hasta 1988. Anteriormente se usó para un servicio local en la Línea de la Sexta Avenida a través de la Conexión de la Calle Chrystie.

- En los 1990s, la P (abreviación de Estación Penn) para un servicio directo entre Sutphin Boulevard–JFK (en la estación Jamaica) y la Calle 34–Estación Penn, continuando localmente hasta la calle 168, vía la línea de la Avenida Archer, línea Jamaica, conexión de la Calle Chrystie, línea de la Sexta Avenida y la línea de la Octava Avenida (cambiando luego en Calle 4 Oeste). Esto pudo haberse usado durante una amenaza de huelga contra Amtrak que impediría la entrada de los trenes LIRR a Penn Station. Aparte de que suena como la palabra "pee" (orinar).

- La T fue usada para los servicios de la línea West End, pero fue rápidamente reemplazada por los servicios B después de la reorganización de la conexión de la Calle Chrystie. Actualmente está planeada para la Línea de la Segunda Avenida.

- La U nunca se ha usado porque se oye similar a "you" (tú).

- La V fue introducida en diciembre de 2001 como un servicio local de la Línea de la Sexta Avenida y la Línea Queens Boulevard luego de que el servicio F fuera redirigido a la recién abierta Línea de la Calle 63. Dicho servicio fue descontinuado en junio del 2010 y reemplazado por una redirección del servicio M.

- La Y ha sido propuesta como el símbolo de la línea de la Segunda Avenida ,[cita requerida] aunque el nombre propuesto para la línea sigue siendo T. Anteriormente no se ha usado por su similitud con la palabra "why" (por qué).

- El logo del JFK Express, el cual muestra un avión dentro de un círculo azul, fue usado desde 1978–1990, y aún se puede ver en algunos vagones viejos de la división IND.

- Las letras P, T, U, X y Y aparecen en algunos letreros como letras negras en un círculo de color blanco. Ningún servicio actualmente usa este color, pero se les mandó a parchar por si alguno de estos se convertía en un servicio permanente. También suelen verse las letras H, K y V con los colores de las líneas que las usaron por última vez en algunos vagones viejos de la división IND.

- Datos: Q7897784
- Multimedia: Unused New York City Subway service labels / Q7897784